# Claudia Winterstein
Claudia Winterstein geb. Beyer (* 18. März 1950 in Berlin) ist eine deutsche Politikerin (FDP) und war von 2009 bis 2013 Parlamentarische Geschäftsführerin der FDP-Bundestagsfraktion.

## Leben

### Ausbildung und Beruf
Nach dem Abitur am humanistischen Gymnasium Steglitz in Berlin-Steglitz machte Winterstein eine Ausbildung zur staatlich geprüften Wirtschaftskorrespondentin für Englisch und Spanisch. Sie absolvierte außerdem ein PH-Studium, welches sie als Diplom-Pädagogin beendete. 1972 begann sie eine Tätigkeit als Wirtschaftskorrespondentin in der Auslandsabteilung eines Großhandelsunternehmens. 1973 wechselte sie als Forschungsassistentin zur Deutschen Gesellschaft für die Vereinten Nationen, deren Geschäftsführerin des Landesverbandes Berlin sie von 1976 bis 1979 war. Daneben nahm sie in den Jahren 1977 bis 1979 Lehraufträge an der PH Berlin am Lehrstuhl für Bildungsplanung wahr. Ab 1980 arbeitete sie in dem Architekturbüro ihres Mannes mit und war u. a. Geschäftsführerin der Immobilienverwaltung. 1984 erfolgte ihre Promotion zum Dr. phil. an der Freien Universität Berlin mit der Arbeit Migrantenintegration qua Bildungsplanung? Zur Theorie und Praxis des Schulbesuchs türkischer Kinder in Berlin (West).

### Parteilaufbahn
Seit 1980 ist sie Mitglied der FDP und war von 1996 bis 2003 stellvertretende Landesvorsitzende der Liberalen Frauen Niedersachsen. Claudia Winterstein gehört seit 1994 dem FDP-Landesvorstand in Niedersachsen an und ist seit 1996 Vorsitzende des FDP-Kreisverbandes Hannover-Stadt sowie seit 2006 Vorsitzende des FDP-Bezirksverbandes Hannover-Hildesheim.

### Abgeordnetentätigkeit
Winterstein gehörte von 1991 bis 1996 sowie von 2001 bis 2002 dem Rat der Stadt Hannover an. Von 1995 bis 1996 war sie hier stellvertretende Vorsitzende und von 2001 bis 2002 Vorsitzende der FDP-Fraktion.
Von 2002 bis 2013 war sie Mitglied des Deutschen Bundestages. Hier war sie Sprecherin der FDP-Bundestagsfraktion für Filmpolitik und Vorsitzende der Arbeitsgruppe Haushalt.
Claudia Winterstein war Mitglied im Haushaltsausschuss und Obfrau der FDP-Fraktion im Rechnungsprüfungsausschuss. Weiterhin war sie stellvertretendes Mitglied im Ausschuss für Kultur und Medien.
Claudia Winterstein zog stets über die Landesliste Niedersachsen in den Bundestag ein.
Am 26. Oktober 2009 wurde Winterstein von der Bundestagsfraktion der FDP zur Parlamentarischen Geschäftsführerin gewählt.
Zur Bundestagswahl 2013 trat Winterstein nicht wieder an.

### Privates
Claudia Winterstein ist seit 1982 verheiratet und hat einen Sohn.